# Microlicia edmundoi
Microlicia edmundoi är en tvåhjärtbladig växtart som beskrevs av Alexander Curt Brade. Microlicia edmundoi ingår i släktet Microlicia och familjen Melastomataceae. Inga underarter finns listade i Catalogue of Life.